# 激子
激子（英語：exciton）描述了一對電子與空穴由靜電庫侖作用相互吸引而構成的束縛態，它可被看作是存在於絕緣體，半導體和某些液體中呈電中性的准粒子。激子是凝聚体物理学中轉移能量而不轉移電荷的基本單位。
半導體吸收一個光子之後就會形成一個激子。這個過程實際上是一個電子從價帶激發到導帶而留下一個處於固定位置帶正電的空穴。此時，導帶中的電子會受到空穴庫侖力的吸引。吸引作用提供了能量平衡，使得激子體系的總能量略小於未束縛的電子和空穴的能量。束縛態的波函數是類氫的，屬於奇異原子態，但這個束縛態的束縛能要比氫原子小許多，而激子的半徑則比氫原子的要大。這是因為，一方面，半導體中存在相鄰電子的庫侖屏蔽；另一方面，電子和空穴構成激子的有效質量較小。
電子和空穴的自旋可以是平行或反平行的。自旋通過交換作用發生耦合，於是產生了激子的精細結構。在週期性晶格中，激子的性質與其動量相關。
激子的概念最早由Yakov Frenkel於1931年提出，用於解釋絕緣體中的原子激發。他指出激發態可以像實體粒子一樣在晶格中穿行而不發生電荷轉移。

## 類型
激子可以分為以下幾類：Frenkel激子、Wannier-Mott激子、表面激子、原子分子激子
1. Frenkel激子
2. Wannier-Mott激子
3. 电荷转移激子
4. 表面激子
5. 原子分子激子